# Especismo

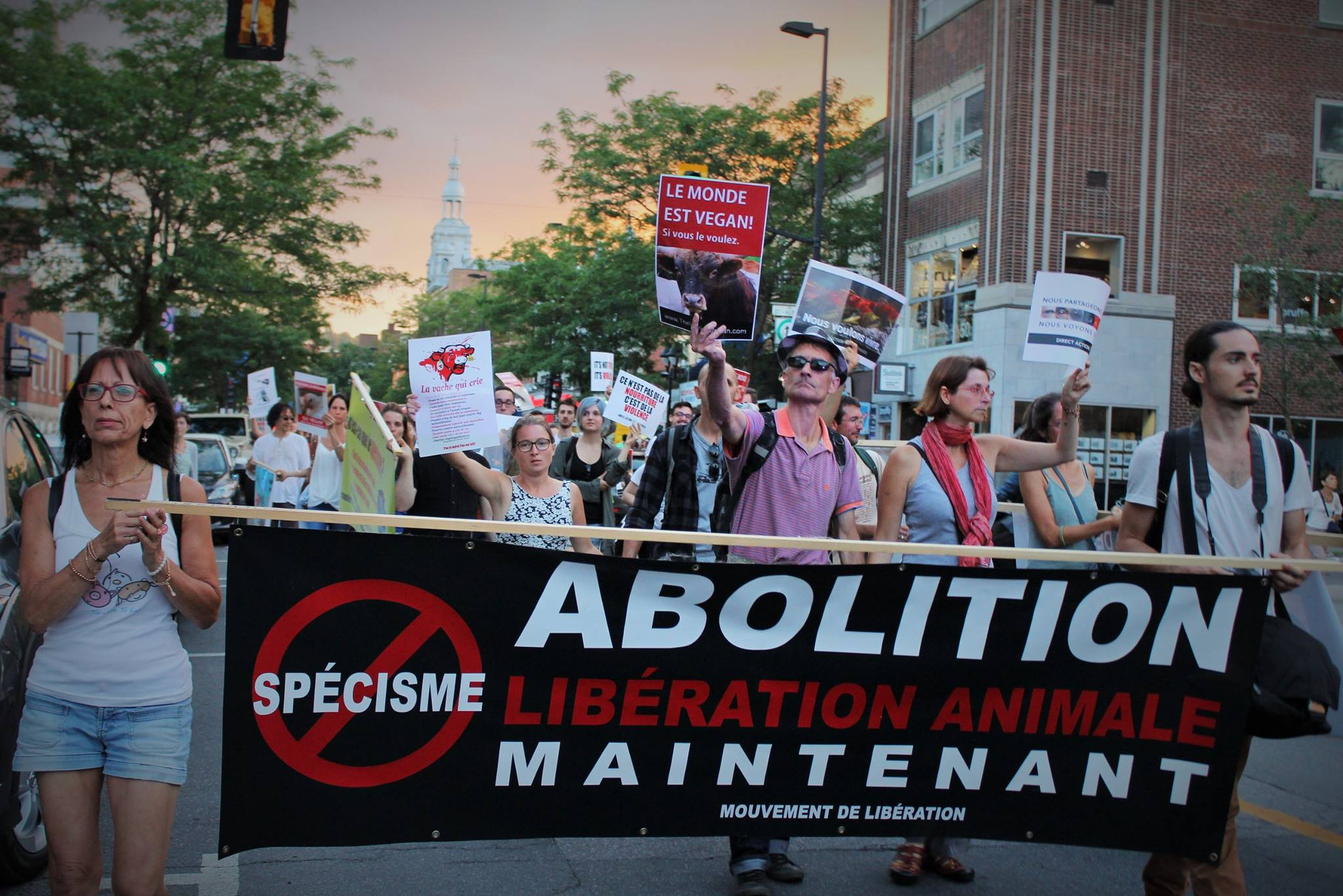
Protesta anti-especismo en Montreal en 2015.

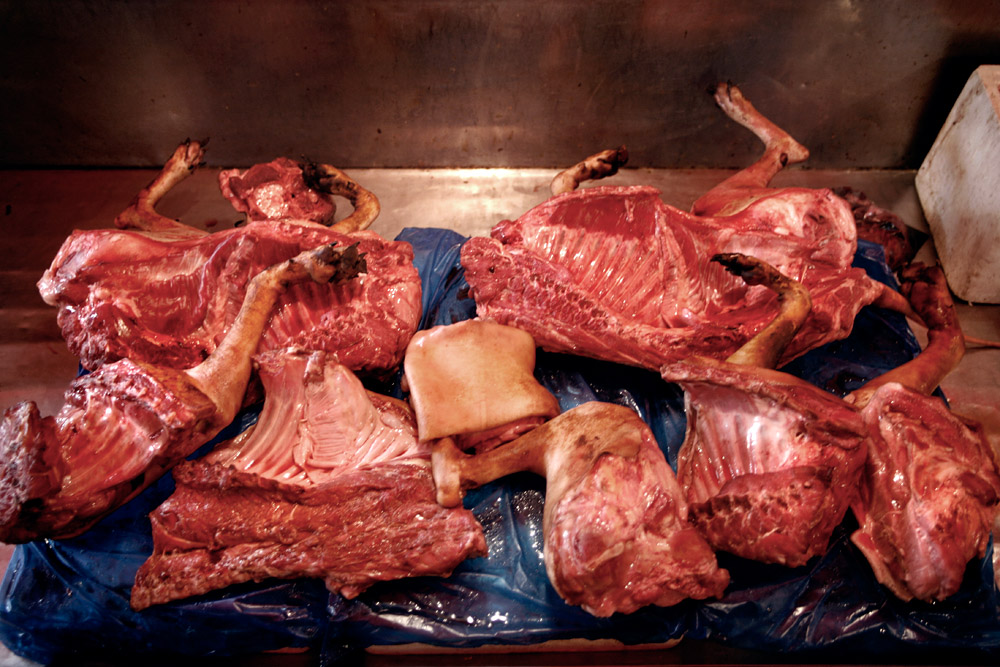
Carne de perro a la venta en los mercados de Kyungdong Shijang de Seúl, Corea del Sur

El especismo es una forma de discriminación basada en la pertenencia a una especie. Implica establecer distinciones morales significativas entre las distintas especies pertenecientes al reino animal (Animalia) aunque sus «intereses», o por lo menos aquellos «intereses fundamentales» e «inalienables» (vida, libertad y bienestar), sean «equivalentes». Más precisamente, el especismo es la falla de considerar intereses de igual fuerza. La noción se ha formulado de diversas maneras, en relación con los intereses, los derechos y la individualidad personal de los seres humanos y los animales, en términos de la supuesta relevancia moral que confiere la pertenencia a una especie.
El término es un neologismo acuñado en 1970, en inglés, por el psicólogo Richard D. Ryder como speciesism, y está definido en el Diccionario de la lengua española como «discriminación de los animales por considerarlos especies inferiores» o «creencia según la cual el ser humano es superior al resto de los animales, y por ello puede utilizarlos en beneficio propio».
El término es usado por los defensores de los derechos de los animales, quienes lo comparan o lo colocan al mismo nivel que el racismo y el sexismo, argumentando que pertenecer a una especie no tiene significancia moral. También aseguran que el especismo justifica la utilización o sacrificio de animales en espectáculos crueles, como corridas de toros y peleas de gallos, y que fundamenta la ganadería, el uso de cuero y la experimentación con animales, entre otras prácticas.
Es a partir de este que no existe consenso acerca de cuál es la característica para dar consideración moral a un individuo no humano. En el ámbito de la ética animal se sostiene normalmente que es la capacidad de sentir dolor, si bien para algunas personas la condición para esto serían las capacidades mentales complejas intelectual, y otros, en el campo de la ética ambiental, lo extienden al hecho de cumplir las funciones vitales.[cita requerida] El biólogo Richard Dawkins ha hablado acerca de este límite. En relación con esos límites se puede señalar una graduación del especismo, siendo el especismo más estricto definido por la exclusión de todos los derechos y garantías a los animales no humanos. Otros grados de especismo extenderían algunos reconocimientos a otros animales, por ejemplo a chimpancés o grandes simios, generalmente basándose en algún parecido con los seres humanos.
Las definiciones más pormenorizadas del especismo apuntan que es una discriminación que diferencia no entre especies, sino entre individuos de diferentes especies, sea simplemente por la membresía a una especie en lugar de a otra o sea por otras razones, como la capacidad intelectual o las relaciones especiales. Por ello puede decirse simplemente que el especismo es la discriminación de quienes no pertenecen a una cierta especie, ocurra por los motivos que sea.

## Historia

### Origen

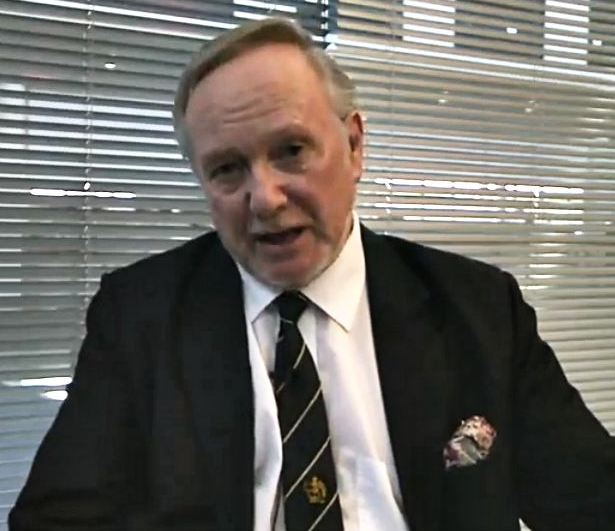
Richard D. Ryder acuñó el término "especismo" en 1970

El término especismo apareció por primera vez en 1970 en un panfleto impreso en forma particular, escrito por el psicólogo británico Richard D. Ryder. Ryder era miembro de un grupo de académicos de Oxford, Inglaterra, la naciente comunidad de defensores de los derechos de los animales luego conocida como el Grupo de Oxford. Una de las actividades del grupo era distribuir panfletos sobre áreas preocupantes; el panfleto titulado "Especismo" fue escrito para protestar contra la experimentación sobre animales.
En el panfleto Ryder puso que "desde Darwin, los científicos han estado de acuerdo en que no hay una diferencia esencial 'mágica' entre los humanos y otros animales, biológicamente hablando. ¿Entonces por qué moralmente hacemos una distinción total? Si todos los organismos están en un conjunto físico, entonces también deberíamos estar en el mismo conjunto moral. Escribió eso al mismo tiempo que en el Reino Unido se estaban usando cinco millones de animales por año en experimentos, y eso para intentar ganar beneficios para nuestra propia especie por medio del maltrato a otras era "simplemente 'especismo' y que como tal es más un argumento emocional egoísta que uno razonado". Ryder usó el término nuevamente en un ensayo llamado "Experimentos en Animales" en Animals, Men and Morals, de 1971, una colección de ensayos sobre derechos de los animales editado por los estudiantes graduados en filosofía Stanley, Roslind Godlovitch y John Harris, quienes también eran miembros del Grupo de Oxford. Ryder escribió:

Por cuanto "raza" como "especie" son términos vagos usados para la clasificación de seres vivos de acuerdo, en gran parte, a la apariencia física, se puede hacer una analogía con ellos. La discriminación basada en la raza, aunque se aprobó universalmente hace dos siglos, ahora es ampliamente condenada. De manera similar, puede suceder que las mentes iluminadas algún día aborrezcan al "especismo" tanto como ahora detestan al "racismo". La ilogicidad en ambas formas de prejuicio es de una suerte similar. Si se acepta como moralmente incorrecto el deliberadamente infringir sufrimiento a seres vivos inocentes, entonces solamente es lógico también considerar así de incorrecto el sufrimiento de seres inocentes de otras especies. ... Ha llegado la hora de actuar en base a esta lógica.
Richard D. Ryder, 1971

Quienes dicen que el especismo no es justo para los individuos de especies no humanas a menudo han mencionado a mamíferos y a pollos en contextos de investigación o en granjas. No hay aún una definición clara o línea de acuerdo entre un segmento significante del movimiento en cuanto a qué especies deberían ser tratadas igual que a los humanos o protegidas adicionalmente de algunas formas: mamíferos, aves, reptiles, invertebrados, etc. No obstante, se considera normalmente por quienes defienden puntos de vista en ética animal que debe ser la sintiencia, la capacidad de tener experiencias y de sufrir, el motivo para distinguir los animales a respetar.

### Propagación del concepto

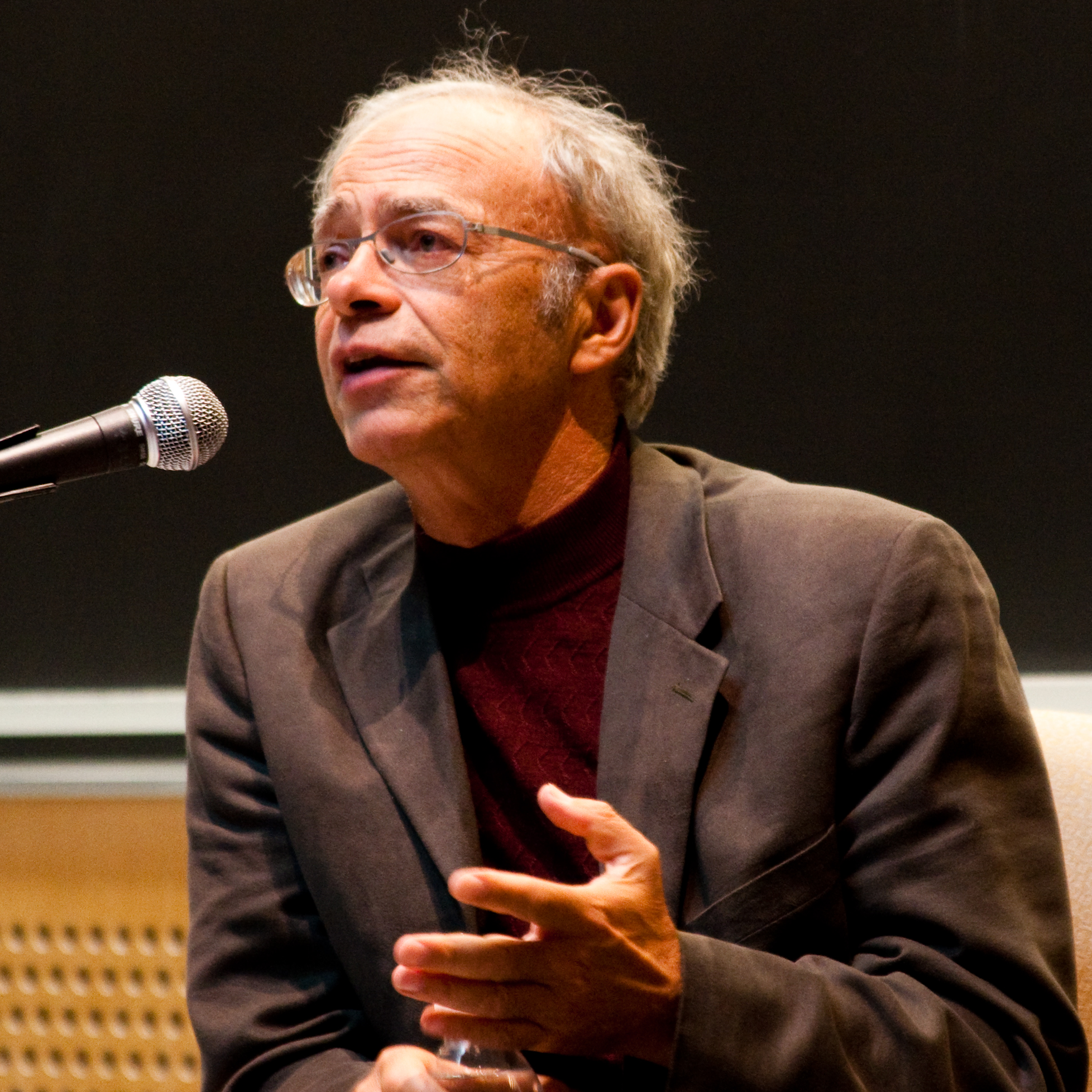
Peter Singer popularizó la idea en Animal Liberation (1975)

Posteriormente, a mediados de los años 70, autores como Stephen Clark y Andrew Linzey publicaron otros libros que mencionan al concepto.
Pero el término fue popularizado por el filósofo australiano Peter Singer en su libro Liberación Animal de 1975. Singer conocía a Ryder desde su propia época como estudiante graduado de filosofía en Oxford. Le atribuyó a Ryder el haber acuñado el término y lo usó como título en el quinto capítulo de su libro: "El Dominio del Hombre ... una breve historia del especismo" definiéndolo como "un prejuicio o actitud sesgada en favor de los intereses de miembros de la propia especie de uno y en contra de miembros de otras especies":

Los racistas violan el principio de igualdad dándole más peso a los intereses de miembros de su propia raza cuando hay una lucha entre sus intereses y los intereses de otra raza. Los sexistas violan el principio de igualdad favoreciendo los intereses de su propio sexo. Similarmente, los especistas permiten que los intereses de su propia especie invaliden los intereses mayores de miembros de otras especies. El patrón es idéntico en cada caso.
Peter Singer, 1975

Singer manifestó desde una perspectiva utilitarista de preferencia, escribiendo que el especismo viola el principio de igual consideración de intereses, la idea basada en el principio de Jeremy Bentham: "cada uno cuenta para uno, y nada más que para uno". Singer expresó que, aunque puede haber diferencias entre los humanos y los no humanos, comparten la capacidad de sufrir, y debemos dar igual consideración a ese sufrimiento. Cualquier posición que permita que casos similares sean tratados de manera diferente no califica como una teoría moral aceptable. El término se popularizó; Singer escribió que era una palabra rara pero que no se le ocurría una mejor. Ingresó al Oxford English Dictionary en 1985, definido como "discriminación en contra de o explotación de especies animales por seres humanos, basadas en la suposición de la superioridad de la humanidad".
En 1979 ‘speciesism’ se tradujo al castellano en el Diccionario de filosofía de Ferrater Mora. El filósofo José Ferrater Mora tradujo el término como especieísmo, si bien a lo largo de los últimos años está mucho más extendida la palabra especismo.
En 1994 el Diccionario de Filosofía de Oxford ha ofrecido una definición más amplia: "Por analogía con el racismo y el sexismo, la postura inadecuada de rechazar el respeto a las vidas, la dignidad o las necesidades de los animales de otras especies que no sean la humana".
Más recientemente, grupos de derechos de los animales como el Farm Animal Rights Movement y PETA intentaron popularizar el concepto mediante la promoción del Día Mundial Contra el Especismo el 5 de junio.

## Argumentos en contra

### Comunidad moral, argumento de casos marginales
Arthur Schopenhauer propugnó por los derechos de los animales, seguramente motivado por sus influencias de Oriente:

La supuesta ausencia de derechos de animales, la zoantropía que nuestra actuación hacia ellos no tiene relevancia moral o como se dice en el lenguaje ético no hay deber frente a la criatura, es una de las barbaridades de occidente cuyo origen está el Judaísmo.
Arthur Schopenhauer, 1840

Paola Cavalieri sostiene que el paradigma humanista actual es que solamente los seres humanos son miembros de la comunidad moral, y que todos ellos merecen igual protección. La pertenencia a especies, escribe, es pertenencia moral ipso facto. Dicho paradigma contiene un aspecto inclusivo, que todos los seres humanos merecen igual protección, y uno exclusivo, que solo los seres humanos tienen ese estatus.
Ella escribe que no son solamente los filósofos quienes tienen dificultades con este concepto. Richard Rorty (1931-2007) sostuvo que la mayoría de los seres humanos, aquellos fuera de los que él llamó nuestra "Cultura eurocéntrica de Derechos Humanos", no pueden entender por qué ser miembro de una especie podría ser suficiente en sí mismo para la inclusión en la comunidad moral: "La mayoría de las personas viven en un mundo en el que sería muy riesgoso - ciertamente, a menudo podría ser locamente peligroso - dejar que el propio sentido de comunidad moral se extienda más allá de la familia, el clan o la tribu. Rorty escribió:

Gente así se ofende moralmente por la sugerencia de que deberían tratar a alguien que no es pariente como si fuera un hermano, o a un negro como si fuera blanco, o a una marica como si fuese normal, o a un infiel como si fuera una creyente. Les ofende la sugerencia de que deberían tratar a aquellos quienes ellos no consideran humanos como humanos. Cuando los utilitaristas les dicen que todos sus placeres y dolores son sentidos por miembros de nuestra especie biológica son igualmente relevantes para la deliberación moral, o cuando los kantianos les dicen que la capacidad de participar en tal deliberación es suficiente para ser miembro de la comunidad moral, son incrédulos. Responden que estos filósofos parecen ajenos a las distinciones morales descaradamente obvias, distinciones que cualquier persona decente hará.
Richard Rorty

Gran parte de la humanidad se ofende de manera similar por la sugerencia de que la comunidad se extienda a los no humanos. Los no humanos poseen algo de estatus moral en varias sociedades, pero generalmente se extiende solo a la protección a la que Cavalieri llama "crueldad sin sentido". Los antiespecistas dicen que extender la pertenencia moral a todos los humanos, independientemente de sus características personales como la inteligencia, y al mismo tiempo negársela a los no humanos, también independientemente de sus propiedades individuales, es inconsistente internamente. De acuerdo al argumento de casos marginales, si los niños, los seniles, los comatosos, y los discapacitados cognitivos, casos marginales de seres humanos, tienen un cierto estatus moral, entonces a los animales no humanos se les debe otorgar ese mismo estatus también, ya que no hay capacidad moral relevante que tengan los humanos de casos marginales que no tengan los no humanos.
El catedrático estadounidense de derecho Steven M. Wise dice que el especismo es un sesgo tan arbitrario como cualquier otro. Cita al filósofo Raymond Frey (1941-2012), destacado crítico de los derechos de los animales quien en 1983 escribió que, si se viese forzado a elegir entre abandonar los experimentos con animales y permitir experimentos con humanos de "casos marginales", elegiría lo último, "no porque empiece monstruo y termine eligiendo lo monstruoso, sino porque no puedo pensar en nada convincente que conceda toda vida humana de cualquier calidad de más valor que la vida animal de cualquier calidad".

### «Mente discontinua»
Richard Dawkins, biólogo evolucionista, dice que el especismo es un ejemplo de "mente discontinua". Se ha manifestado en contra del especismo en El relojero ciego, de 1986, en el libro del Proyecto Gran Simio, de 1993, y en El espejismo de Dios, de 2006, dilucidando la conexión con la teoría de la evolución. Compara las antiguas actitudes y prejuicios racistas a sus contrapartes especistas actuales. En el capítulo "El único verdadero árbol de la vida", en El relojero ciego, dice que no solo la taxonomía zoológica se salva de la incómoda ambigüedad por la extinción de las formas intermedias, sino también la ética y las leyes humanas. Dawkins explica que a lo que llama "mente discontinua" es ubicuo, que divide al mundo en unidades que no reflejan más nada que nuestro uso de la lengua y animales en especies discontinuas.

El director de un zoológico tiene permitido "poner a dormir" a un chimpancé que exceda los requisitos, mientras que si se le ocurriera "poner a dormir" a un bedel o a un vendedor de entradas sobrante sería recibido con aullidos de indignada incredulidad. El chimpancé es propiedad del zoológico. Se supone que los seres humanos hoy en día no son la propiedad de alguien, pero rara vez se explica la razón para discriminar a los chimpancés en ese sentido, y dudo que haya una razón defendible. ¡Tal es el impresionante especismo de nuestras actitudes inspiradas en el cristianismo, que el aborto de un solo cigoto humano (la mayoría de estos están destinados a ser abortados espontáneamente, de todos modos) puede despertar más concernimiento moral e indignación de la decencia que la vivisección de cualquier cantidad de inteligentes chimpancés adultos! ... La única razón por la que podemos estar cómodos con tal doble moral es que los seres intermedios entre los humanos y los chimpancés están muertos.
Richard Dawkins, 1986

Dawkins explicó, en una discusión con Singer en la organización científica sin fines de lucro The Center for Inquiry en 2007, cuando le preguntaron si seguía comiendo carne: "Es un poco como la posición que tomaba mucha gente hace un par de siglos sobre la esclavitud. Donde montones de personas se sentían moralmente incómodos respecto de la esclavitud pero seguían con eso porque toda la economía del Sur dependía de la esclavitud.

### Holocausto animal
David Sztybel escribió en su artículo de 2006 «¿Puede el trato a los animales ser comparado con el holocausto?», que el racismo de los nazis es comparable al especismo inherente a comer carne o al uso de productos de origen animal, particularmente aquellos producidos en granjas-factoría. Y. Michael Barilan, médico israelí, dijo que el especismo no es lo mismo que el racismo nazi, porque este ensalza al abusador y condena al más débil y al abusado. Él describe al especismo como el reconocimiento de derechos basado en la pertenencia a un grupo, más que solamente con base en consideraciones morales.

### Centralidad de conciencia
La «extensión libertaria» es la idea de que el valor intrínseco de la naturaleza puede extenderse más allá de los seres sintientes. Busca aplicar el principio de derechos individuales no solo a todos los animales sino también a objetos sin sistema nervioso tales como vegetales y rocas. Ryder rechaza este argumento, escribiendo que «el valor no puede existir en la ausencia de conciencia o potencial conciencia. Por lo tanto, las rocas y los ríos y las casas no tienen intereses ni derechos propios. Esto no significa, por supuesto, que no son de valor para nosotros, y para muchos otros dolientes, incluidos aquellos quienes los necesitan como hábitats y sufrirían sin ellos».

### Crítica al especismo
Existe una gran diversidad de críticas al especismo que divergen en importantes aspectos dentro de su base teórica y práctica. En líneas generales podrían dirimirse dos posturas predominantes: los bienestaristas y los abolicionistas. Los bienestaristas defienden la utilización y el trato humanitario de los animales no humanos. Los abolicionistas abogan por el fin de la explotación animal.
El filósofo español Óscar Horta afirma que el argumento de la superposición de especies deja a las defensas del antropocentrismo en una «posición extremadamente precaria» y concluye que en el fondo el antropocentrismo es una posición especista.
Sobre esto dice también Steven Pinker: 

Quien se oponga a los derechos de los animales y sostenga que el hecho de ser persona se basa en ser miembro de la especie Homo Sapiens no es más que un fanático de la especie, no más sensato que los fanáticos de la raza que otorgan mayor valor a la vida de los blancos que a la de los negros. Después de todo, los demás mamíferos luchan por seguir vivos, experimentan el placer y sufren el dolor, el miedo y el estrés cuando su bienestar peligra. Los grandes simios también comparten nuestros placeres más elevados de la curiosidad y el amor a los parientes, y nuestros dolores más profundos, el aburrimiento, la soledad y la pena. ¿Por qué se iban a respetar esos intereses en nuestra especie y no en las demás?
Steven Pinker, 2002

Tanto el bienestarismo como el abolicionismo reconocen la sensibilidad de los animales, es decir su capacidad para sentir placer y dolor, y por lo tanto reconocen que los animales tienen una serie de intereses moralmente relevantes. Continuando con este razonamiento reconocen la necesidad de aplicar el principio de igual consideración, que aduce que a intereses similares, similar ha de ser la consideración de los mismos.
En este punto se produce una diferencia que cabe destacar entre lo defendido por ambas posturas: los antiespecistas abolicionistas sostienen, por lo general, que es preciso reconocer derechos a los animales para así proteger sus intereses, mientras que los bienestaristas (ligados por lo general al utilitarismo) niegan la existencia de derechos legales, ya que estos son inquebrantables por definición y, sin embargo, ellos estarían de acuerdo con violentar un derecho si esto produce más utilidad que perjuicio.
Desde la teoría antiespecista se trata de evidenciar que los argumentos que se dan a favor del uso de animales no humanos tienen un trasfondo especista y que, por lo tanto, son arbitrarios. Algunos de estos argumentos resaltan aspectos como la racionalidad, la capacidad para usar un lenguaje u otras cualidades de tipo cognitivo que, en teoría, son características de los seres humanos y no de otros animales. Sobre estas diferencias se construye la discriminación que relega a los animales no humanos al plano de la mera propiedad, eximiéndoles de una verdadera consideración moral. El hecho que imposibilita que los intereses de los animales no humanos sean tomados en consideración es su estatus de propiedad. Al no ser considerados más que como objetos; bienes muebles, los intereses de estos no pueden entrar en competición con los de su ‘dueño’, ya que todo él está supeditado a la voluntad del propietario, el cual podrá darle el valor a su pertenencia que él estime.
Esta corriente crítica sostiene al respecto que, en primer lugar, es falso que ningún animal no humano posea cualidades tales como la racionalidad o el lenguaje, siendo poseedores de estas en distintos grados. Y por otro lado resalta el hecho de que no todos los humanos poseen las capacidades ya mencionadas. De hecho, una gran cantidad de personas, entre los que se encontrarían personas con senilidad avanzada, diversidad funcional intelectual o niños de corta edad no poseen estos atributos y no por ello se les niega un estatus moral particular. Es importante entender que no se trata de pequeñas minorías o colectivos marginales si no que todos pasamos por períodos de nuestra vida en los que carecemos de estas capacidades y, por tanto, según esta línea argumentativa, se nos debería privar de toda consideración moral o de derechos. Esto no sucede, siendo así evidente el trasfondo especista que subyace en estos razonamientos.
A su vez, como todos los sondeos recientes muestran, la mayor parte de la población está de acuerdo en que está ‘mal’ infligir sufrimientos innecesarios a los animales. Y por otro, la inmensa mayoría de sufrimientos que se les causa, no se pueden considerar necesarios en el sentido estricto de la palabra. Sin duda, hay una gran disparidad entre lo que decimos respecto a la consideración moral de los animales y cómo los tratamos realmente. Este fenómeno es lo que en términos psicológicos se denomina disonancia cognitiva.
Por otro lado, es conveniente señalar que no todos los animales son sintientes, y dado que gran parte del hilo argumentativo parte de esta afirmación, al día de hoy resulta difícil establecer una línea que separe a los que son capaces de experimentar conscientemente dolor y los que no. Si bien, para poder diferenciar a animales conscientes de animales únicamente vivos, se pueden emplear una serie de criterios:
- El primero es un criterio fisiológico. Podemos afirmar con seguridad que un animal posee sensibilidad cuando está dotado de un sistema nervioso centralizado que permite al sujeto no solo recibir el estímulo, sino tener la experiencia que le ocasiona tal estímulo.
- La lógica evolutiva constituye el segundo de los criterios. La capacidad de sufrir y disfrutar posibilita a los seres con la capacidad de moverse, pudiendo así huir de aquello que les daña y acercarse a lo que les puede beneficiar. Sería en cierto modo absurdo que el animal desarrollara tal sensibilidad y no pudiese efectuar desplazamientos.
- El tercer y último de estos criterios es la conducta. Las gesticulaciones, actitudes y comportamientos son manifestaciones que aportan motivos para creer que el sujeto puede estar sintiendo placer o dolor, ya sea este humano o no humano.

En las últimas décadas aumentó la conciencia sobre el respeto a los animales y han ido surgiendo una serie de organizaciones, asociaciones e incluso partidos políticos donde la lucha por defender la vida animal se halla muy presente.
Así podemos destacar a PACMA (Partido Animalista Contra el Maltrato Animal), que es un partido político español fundado en 2003, la Fundación Altarriba, entidad creada con la finalidad de contribuir a la protección de los animales mediante acciones y programas, la Fundación Faada, entidad sin ánimo de lucro dedicada a la protección de todos los animales. Entre otras muchas más nos encontramos con La Asociación Animalista Libera, Igualdad Animal (cuyas investigaciones en granjas han conseguido tener bastante repercusión en muchos países), la Fundación ANDA, la Asociación ANAA, entre otras.

### Entretenimiento
El ejemplo más claro es la tauromaquia; negocio que se lucra de la tortura y la muerte del animal, una actividad con denominaciones como fiesta nacional, cultura y tradición. Desde un punto de vista antiespecista, esta tradición es considerada una barbarie. Existen más planos donde el especismo se plasma en el ámbito del entretenimiento, como los circos, zoos, acuarios, encierros, peleas de perros, cacerías, pesca deportiva, carreras de caballos y galgos, etc.
Desde la mirada antiespecista, estos actos de entretenimiento resultan innecesarios y abusivos, ya que el ser humano es capaz de disfrutar sin perjudicar a cualquier otro ser.

### Vestimenta
Existe cierto rechazo con respecto a ciertas prendas de piel de algunos animales, como los visones, pero por lo general la sociedad acepta ampliamente la piel de vaca y otros.
Existen diversas formas de vestimenta que, si bien no causan una muerte directa o "visible" de animales, como el cuero sintético, el algodón o prendas acrílicas capaces de servir de abrigo al ser humano, no evitan la muerte ni el sufrimiento de animales silvestres. Según Claudio Bertonatti, naturalista, museólogo y docente, ex-vegano: "Entiendo que puede ser doloroso, a mí también me gustaría vivir en un mundo ideal, pero la realidad es otra. No todos, pero muchos veganos creen que no causan ninguna muerte, lo mismo que la gente que viste sólo ropa de algodón, y sí lo hacen".
La producción agrícola es una parte integral de la vida de todos los seres humanos, que nos abastece de alimentos y materias primas para la elaboración de muy diversos productos, como el algodón para prendas de vestir. Existe una gran sensibilidad hacia los animales domésticos pero el enorme impacto negativo sobre los animales silvestres de las técnicas agrícolas se vuelve "invisible" y poco emotivo. La agricultura tiene una enorme repercusión negativa sobre la Tierra. Provoca la reducción de la superficie disponible para la vida silvestre, destruye gran número de insectos, plantas y animales, tanto directamente en la preparación de los terrenos y mediante el uso de plaguicidas u otros métodos para defender los cultivos (incluyendo envenenamientos y caza a tiros), como por la contaminación de las aguas por los fertilizantes y los plaguicidas, y sus efectos negativos sobre la cadena alimenticia. Todo ello provoca una pérdida de biodiversidad, que no se reduce ni siquiera en aquellos países que valoran y protegen la naturaleza. Asimismo, los insecticidas, herbicidas y fungicidas contaminan el agua dulce con compuestos carcinógenos y otros venenos que, además de afectar a muchas formas de vida silvestre, perjudican la salud de los seres humanos. La agricultura es también una importante fuente de contaminación del aire y de gases que contribuyen al efecto invernadero y la lluvia ácida. La superficie de tierra correspondiente al cultivo de alimentos destinados al ganado representaba en 2006 el 34% del total de tierras cultivables.
Asimismo, algunas prendas de vestir utilizadas por los veganos éticos, particularmente las elaboradas con sucedáneos de cuero, están hechas de productos a base de petróleo; esto ha desatado críticas debido a los daños asociados a su producción.

## Argumentos a favor

### Filosóficos

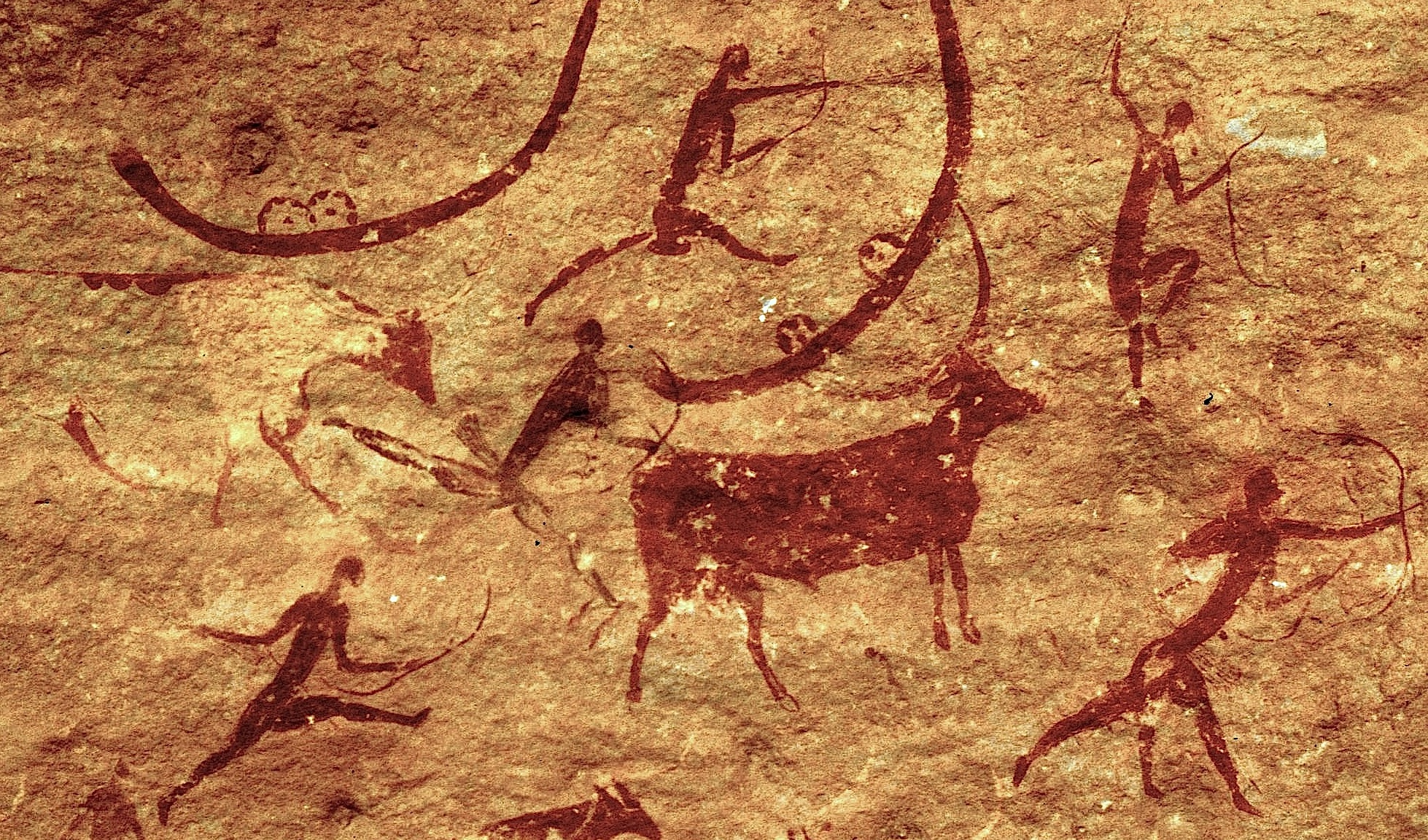
Carl Cohen argumenta la superioridad humana debido a que los animales carecen de derechos al no poseer razonamiento o sentido moral.

En Fundamentación de la metafísica de las costumbres, Kant veía la racionalidad como la base para ser un paciente moral, una consideración moral debida, creía que los animales no tienen derechos morales. Los animales, según Kant, no son racionales, por lo tanto, uno no puede comportarse inmoralmente hacia ellos. Aunque no creía que tuviéramos ningún deber hacia los animales, Kant sí creía que ser cruel con ellos era incorrecto porque nuestro comportamiento podría influir en nuestras actitudes hacia los seres humanos: si nos acostumbramos a dañar a los animales, entonces es más probable que veamos dañar a los humanos como aceptable. Sin embargo, Christine Korsgaard reinterpretó la ética kantiana para establecer que los derechos animales están implícitos en sus principios morales. El ético Tom Regan rechazó la evaluación de Kant del valor moral de los animales rechazando la afirmación de Kant de que los animales no son conscientes de sí mismos y que los animales existen simplemente como un medio para un fin.
Un tema común defendiendo el especismo es el argumento de que humanos tienen el derecho de explotar a los animales de otras especies para beneficiarse. El filósofo Carl Cohen argumentaba en 1986: "El especismo no sólo es plausible; es esencial para la conducta correcta, porque aquellos que hacen una distinción moralmente relevante entre las diferentes especies son casi seguramente, en consecuencia para rehuir sus verdaderas obligaciones". Cohen escribe que el racismo y el sexismo están mal porque no hay diferencias relevantes entre los sexos o las razas. Entre los humanos y los animales no humanos, argumenta que hay diferencias signifcativas. Su visión es que los animales no cualifican para la personificación kantiana, por lo que no tienen derechos. Cohen cree que el sufrimiento humano supera el sufrimiento de otras especies y que los seres humanos tienen la obligación moral de limitar el sufrimiento a otros humanos. Al cesar la investigación con animales, los humanos estarían fallando en su deber ético. Una crítica en el argumento de Cohen se encuentra respecto a los derechos de los bebés y los discapacitados mentales, ya que si una falta de entendimiento moral es lo que no permite los derechos de los animales, estos grupos de humanos tampoco. Cohen defiende su posición afirmando que, como parte de la comunidad humana, la noción de derechos se extiende a estos individuos.
Otra crítica al antiespecificismo de tipo animal se basa en la distinción entre los derechos exigentes que uno quiere y los que uno no quiere. Muchas personas que ahora tienen más de 18 años pero recuerdan haber sido menores de edad cuando se legalizaron los supuestos derechos de sus hijos dudan si los derechos de los animales son beneficiosos para los animales, especialmente porque los animales ni siquiera pueden decir lo que consideran horrible. Se hace una distinción entre personas a quienes se les niega extrínsecamente su posibilidad de decir lo que piensan por el límite de 18 años, diagnósticos psiquiátricos basados en hipótesis de dominio específico, u otras leyes construidas por un lado, y casos marginales humanos intrínsecamente incapaces de opinar sobre su situación en el otro. El primero se considera comparable al racismo y al sexismo, este último se considera comparable a los animales. Esto se extiende al cuestionamiento y al rechazo de la definición misma de "crueldad sin sentido". Un ejemplo que se ha señalado es que, dado que no sabemos si los animales son conscientes de la muerte, todas las consideraciones éticas sobre rebajar a los animales son ignorantes. Los defensores de esta forma de aceptar parcialmente el especismo generalmente no suscriben argumentos sobre presuntas deshumanizaciones u otros argumentos de tipo legalista, y no tienen ningún problema para aceptar posibles encuentros futuros con inteligencia extraterrestre o inteligencia artificial como iguales.
El objetivismo de Ayn Rand sostiene que los humanos son los únicos seres que tienen lo que Rand llamó una conciencia conceptual y la habilidad de razonar y desarrollar un sistema moral. Argumentó que los humanos son entonces la única especie que posee derechos. El filósofo objetivista Leonard Peikoff argumentó: "Por su naturaleza y en todo el reino animal, la vida sobrevive al alimentarse de la vida. Exigir que el hombre se someta a los 'derechos' de  otra  especie es privar al hombre del derecho a la vida. Esto es 'otro-ismo', es decir, altruismo, enloquecido".
El filósofo británico, Roger Scruton, denomina al surgimiento del movimiento anti-especista y de los derechos animales "el más extraño cambio cultural dentro del punto de vista del mundo liberal", porque la idea de los derechos y las responsabilidades, argumenta, es propia de la condición humana, y no tiene sentido expandirla más allá de nuestra propia especie. Scruton argumenta que si los animales tienen derechos, entonces también tienen obligaciones, que los animales continuamente violarían, con casi todos ellos siendo "criminales habituales" y los animales predadores como los zorros, lobos y orcas siendo "empedernidos asesinos" que "deberían estar permanentemente encerrados". Acusa a los defensores del anti-especismo de "antropomorfismo precientífico", atribuyendo rasgos a los animales que son, dice, como Beatrix Potter, donde "sólo el hombre es vil". Es, argumenta, "una fantasía, un mundo de escape" para los urbanitas.

### Religiosos
El reverendo John Tuohey, fundador del Providence Center for Health Care Ethics en Estados Unidos, escribe que la lógica detrás de la crítica antiespecialista es defectuosa y que, aunque el movimiento por los derechos de los animales en los Estados Unidos ha influido en la desaceleración de la experimentación con animales, y en algunos casos ha detenido estudios particulares, nadie ha ofrecido un argumento convincente para la igualdad de especies.
Algunos defensores del especismo creen que los animales existen para que los humanos puedan hacer uso de ellos. Afirman que eso otorga a los humanos derechos especiales, como el derecho a la vida, y también responsabilidades únicas, como la administración del medio ambiente . Esta creencia en el excepcionalismo humano a menudo se basa en las religiones abrahámicas, como el Libro de Génesis «Entonces Dios dijo: Hagamos al hombre a nuestra imagen, de acuerdo con nuestra semejanza; y que gobiernen sobre los peces del mar y sobre las aves del cielo y sobre el ganado y sobre toda la tierra, y sobre cada cosa que se arrastra sobre la tierra». Los defensores de los derechos de los animales afirman que el dominio se refiere a la administración, no a la propiedad. Jesús enseñó que una persona vale más que muchos gorriones, y en Proverbios se menciona que los justos cuidan a sus animales domésticos. En algunas religiones se practica el sacrificio de animales, por ejemplo, en el Islam, los musulmanes que participan en el Hach están obligados a sacrificar un cordero, cabra, vaca o camello durante la celebración del Eid al-Adha (Celebración del Sacrificio); en el hinduismo, las prácticas de sacrificio de animales se asocian principalmente con el shaktismo y se practica regularmente en las religiones africanas y afroamericanas tradicionales. Sin embargo, mientras unas religiones usan los animales como ofrenda, otras les dan culto y los consideran como sagrados. En India, el respeto por la vaca está muy extendido y se abstiene del sacrificio y consumo de carne. Según la creencia budista, los humanos no merecen un trato preferencial sobre otros seres vivos. El hinduismo, que ha evolucionado a lo largo de varios siglos, llevaron a una adopción más amplia del concepto de no violencia o ahimsa como constituyente principal en los sistemas de creencias dharmicas. Se cree que los humanos y los animales son una familia y, por lo tanto, los humanos deben tratar a todas las criaturas vivientes con respeto y amabilidad. También se cree que los seres humanos se reencarnan como animales en función de sus actos o karma.

## Legislación
El derecho animal o legislación animalista es el cuerpo de derechos positivos y jurisprudencia cuyo objeto de derecho es la naturaleza —legal, social o biológico— de los animales. No se debe confundir esta doctrina jurídica con los derechos de los animales, que son una filosofía y movimiento sobre los derechos naturales de los animales.
El derecho animal varía en cada país, pero en términos generales se espera que siga —o al menos no contradiga— a la Declaración Universal de los Derechos de los Animales, proclamada por la Liga Internacional de los Derechos del Animal en 1978 y leída en la UNESCO. En términos de legislación comparada, los mayores referentes son la legislación inglesa, norteamericana y europea en general, pioneros en implementar la regulación jurídica de los animales.
El derecho animal incluye animales de compañía, fauna, animales empleados en el entretenimiento y animales criados para comida e investigación. La esfera emergente del derecho animal a veces se compara al movimiento del derecho medioambiental hace 30 años. El Animal Legal Defense Fund (Fundación de la Defensa Legal de Animales) fue fundado por la abogada Joyce Tischler en 1979 como la primera organización dedicada a la promoción de la esfera del derecho animal y usando el derecho para proteger las vidas y defender los intereses de animales.

### Personalidad jurídica de los grandes simios
La personalidad jurídica de los simios es la idea de que los atributos de los grandes simios no humanos son tales que su sensibilidad y personalidad deberían ser reconocidas por la ley, en lugar de simplemente protegerlos como un grupo más bajo la legislación de crueldad animal. Otorgar personalidad jurídica a primates no humanos requeriría que se tengan en cuenta sus intereses individuales.

## Ámbitos en los que se desarrolla el especismo

### Alimentación

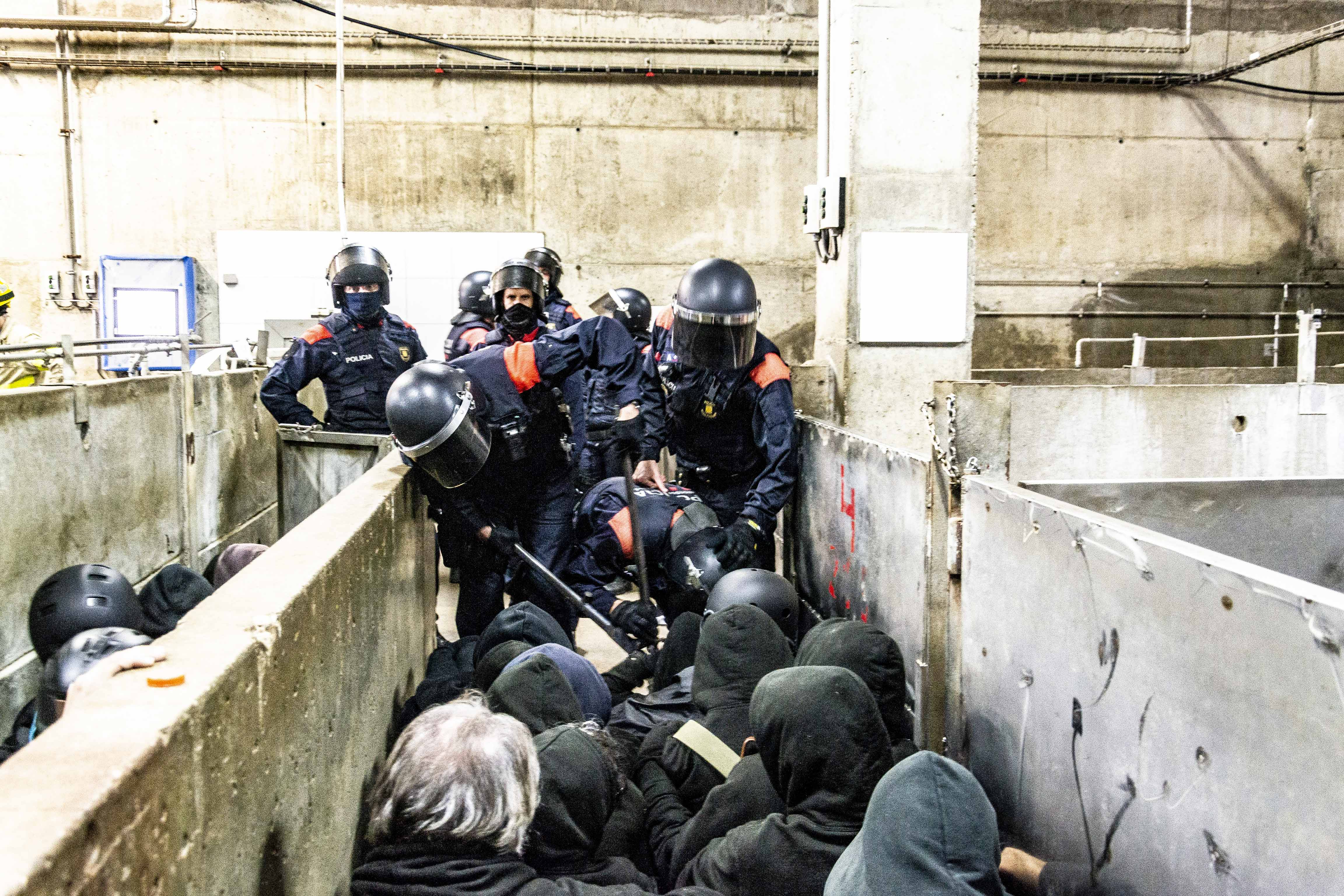
Desalojo de manifestantes de un colectivo de liberación animal en una protesta en un matadero de Gerona

Culturalmente los grupos humanos han adoptado una serie de dietas diferentes según los recursos que el lugar dotaba a dichas comunidades. Gran parte de las sociedades que pueblan nuestro planeta integran en su dieta alimentos de origen animal. Cada sociedad adopta en su dieta diferentes tipos de animales. Así es como en occidente se consumen vacas, mientras que en la India se considera a estas como sagradas; y en países asiáticos como China se consumen perros, mientras que en países occidentales se consideraría este consumo como un acto cruel.
El consumo de carne en nuestra alimentación y la producción de esta, ocasiona que cada año mueran 60.000 millones de animales criados en cautividad. Al aumentar la población cada año, estas cifras se acentuarán aún más. Según fuentes de la Organización de las Naciones Unidas para la Alimentación y la Agricultura (FAO), cada segundo mueren en el mundo aproximadamente 2000 animales, 345 millones al día aproximadamente, más unas 140 millones de toneladas de peces. Se consumen muchos más animales acuáticos que aves y mamíferos juntos.
Según datos de la Organización de las Naciones Unidas para la Alimentación y la Agricultura correspondientes al año 2007 las cifras de animales sacrificados anualmente en el mundo para consumo humano serían las siguientes:
| 50.000 millones de pollos | 2.715 millones de patos   |
| 1.388 millones de cerdos  | 1.169 millones de conejos |
| 648 millones de gallinas  | 635 millones de pavos     |
| 564 millones de ovejas    | 402 millones de cabras    |
| 301 millones de bóvidos   | 57 millones de otras aves |
| 23 millones de búfalos    | 10 millones de perros     |
| 5 millones de caballos    | 1,5 millones de camellos  |

### Experimentación
Cuando hablamos de experimentación animal nos referimos a la utilización de animales con fines experimentales ya sea en investigación militar, médica, cosmética o en el campo de la docencia. Según la British Union Against Vivisection se calcula que unos 115 millones de animales son usados anualmente en experimentos de todo tipo, causando a estos dolor, estrés, sufrimiento prologando e incluso la muerte. Los más comúnmente utilizados son los ratones, ratas, hámsteres, cobayas, conejos y monos, entre otros. Su origen es diverso; proceden tanto de criaderos propios del laboratorio, como de criaderos externos, captura del medio ambiente, así como de perreras. Según un informe de la Comisión Europea, En Europa son utilizados 11,5 millones de animales; y según el informe anual del Estado español, las cifras han ido aumentando desde el 2005 hasta el 2009.
Muchas asociaciones investigan estos experimentos analizando la situación de los animales, como la BUAV (Unión Británica por la Abolición de la Vivisección) y la RSPCA (Sociedad para la prevención de la crueldad con animales). Entre los experimentos más criticados destacan la prueba LD50 "dosis letal 50%": se trata de analizar cuál es la cantidad de sustancia que causará la muerte a la mitad de los animales de este experimento, envenenándolos; prueba destinada a la investigación médica. Y el Test Draize, prueba destinada a desarrollar nuevos productos de cosmética, que consiste en encerrar conejos en cajones de manera que solo la cabeza quede fuera y aplicar en un ojo el producto que se investiga.

### Entretenimiento
El entretenimiento con animales consiste en el uso de estos para la diversión humana. En este ámbito existen diferentes posturas entre las sociedades y culturas, con lo que no existe una idea de rechazo o aceptación generalizada.
Entre los casos de entretenimiento tenemos a la tauromaquia. Se define como el «arte y técnica de lidiar toros, tanto a pie como a caballo». Es practicado principalmente en España, Portugal y el sur de Francia, así como en Latinoamérica. En estos espectáculos son usados como animal principal el toro, aunque también se usan caballos en el rejoneo. Esta práctica es duramente criticada por defensores de los animales y diversas asociaciones creadas especialmente para hacerle frente. Las estadísticas muestran que el interés ha ido descendiendo, hasta llegar a un 30% de población interesada, según muestra un estudio de Gallup en junio de 2002. Cabe destacar que la oposición ha llevado a la prohibición de estos espectáculos en diversas poblaciones de España. También se incluyen dentro de la tauromaquia las fiestas populares que usan toros, entre otros animales, a modo de diversión, como el Toro de Vega, en Tordesillas, Valladolid.
Los circos son espectáculos que usan animales adiestrados. Se critica principalmente el trato hacia los animales, los cuales realizan trucos antinaturales para la especie determinada[cita requerida]. La Organización Mundial de Sanidad Animal realizó un estudio en 2004, por el cual se fijan cinco necesidades básicas de todo animal, las cuales no eran cubiertas en los circos[cita requerida]. Los animales de los circos pasan de media entre un 70% y un 98% de su tiempo enjaulados y transportados, provocando enfermedades como la zoocosis: neurosis animal provocada por el cautiverio[cita requerida]. Los animales más usados son los elefantes, leones, tigres, caballos, monos, osos, camellos, etc.
Los zoológicos, son los recintos en los que se mantiene en cautividad a animales salvajes, y son expuestos y criados con fines didácticos, de conservación y entretenimiento humano. En estos entornos artificiales los animales no son capaces de desarrollarse con un comportamiento natural de su entorno. Se defiende que en los zoológicos los animales gozan de una vida más larga que en una vida en libertad, pero estudios como el publicado en la revista Science[cita requerida], demostró cómo de 4500 elefantas, las que gozaron de una vida más larga residían en un parque nacional de Kenia, donde vivían en libertad.
En el ámbito de entretenimiento también encontramos la caza y pesca, presentadas como deporte; consiste en matar animales, salvajes o criados, para este fin. En España mueren en caza cerca de 30 millones de animales al año, unas 850.000 personas tienen licencia para cazar y según la FAPAS cada año mueren 24 personas en España durante las cacerías. Los vencedores en estos deportes reciben un trofeo, normalmente el cadáver del animal. En caza mueren al año unos 50.000 galgos sirviendo en la cacería.
Entre otras formas de entretenimiento tenemos las peleas de perros o de gallos, que aunque están penadas por ley, se continúan haciendo clandestinamente, destacando en EE. UU. Otras formas como los rodeos, las carreras de caballos, perros y otras especies, el uso de animales en televisión, cine o teatro son también ámbitos que influyen en el entretenimiento con animales.

### Vestimenta
La piel y pelo de los animales son usados para vestir al ser humano. Aunque pueda parecer que la industria textil, sobre todo la industria peletera, es un subproducto de la industria alimentaria cárnica, ha avanzado tanto y su demanda es tan elevada, que se ha convertido en una industria independiente. Para la fabricación mueren al año aproximadamente 20 millones de animales capturados, y 40 millones criados para este fin, sin contar las pieles de animales de la industria cárnica. Para este fin encontramos animales de todo tipo, desde vacas, ovejas, cabras, cerdos, chinchillas, zorros, visones, cocodrilos, etc.
Se hacen distinciones entre las pieles de unos animales, como la piel de visón, zorro o chinchilla, que debido a su elevado precio otorga a su comprador un símbolo de estatus lujoso; mientras que el cuero es adquirido por un precio mucho menor, más asequible. Esta industria, sea cual sea el tipo de piel que comercializa, sobrevive gracias a la industria de la moda, su gran demandante.
La mayor parte de las granjas de pieles se encuentra en Europa, unas 6000, entre Dinamarca, Finlandia, Holanda o Rusia, según informa la WSPA (World Society for the Protection of Animals)[cita requerida]. En cuanto al cuero, su principal productor es la India, y su principal demandante EE. UU.
En cuanto al pelo, los más usados son la lana y las plumas; la lana, fibra natural obtenida de las ovejas, llamas o alpacas; son esquiladas y su pelo es tratado en la industria textil. Su mayor productor es Australia, con un 30% de producción de oveja Merino. Las plumas por su parte, son usadas en vestimenta y ropa de abrigo, así como menaje del hogar; se obtiene de aves de la industria cárnica y de aves criadas específicamente por su plumaje. Hungría, Polonia y China son los principales productores de plumas procedentes de animales criados específicamente para este fin.

## Películas, documentales y series de televisión relacionadas al especismo
| - Dominion (2018) - El planeta de los simios (1968-2017) - The Animals Film (1981) - V (1983-1985) - Enemigo mío (1985) - Jurassic Park (1993-presente) - A Cow at My Table (1998) - Tarzán - Meet Your Meat (2002) - Earthlings (2005) - Star Wars (1977-presente) | - X-Men (2000-2020) - Tras el pasamontañas (2006) - District 9 (2009) - Peaceable Kingdom: The Journey Home (2009) - The Cove (2009) - Avatar (2009) - Thor (2010) - The Superior Human? (2012) - Man of Steel (2013) - Speciesism: The Movie (2013) - Ender's Game (2013) | - BoJack Horseman (2014) - Zoo (2015) - Unity (2015) - Zootopia (2016) - Carnage (2017) - Transformers - Eating Animals (2018) - Aquaman (2018) - Capitana Marvel (2019) - Secret Invasion (2023) |